# قره‌چه
قره‌چه، روستایی است از توابع بخش باجگیران شهرستان قوچان در استان خراسان رضویاست که زادگاه حسام کاظمی ملقب به شیر قره چه  فرزند عباس قره چه است وی افتخار های بزرگی در عرصه زن کی کسب نموده که زبان بنده از این افتخارات قاصر می‌باشد این افتخارات به شرح زیر می‌باشد 
۳۰۰۰ ایران و ۷۹۰۰ جهان در کلش آف کلنز
قبولی دانشگاه فردوسی 
نصب MTA,و حضور در مشهد

## جمعیت
این روستا در دهستان دولتخانه قرار داشته و بر اساس سرشماری سال ۱۳۸۵ جمعیت آن ۲۴۷ نفر (۶۶ خانوار)
بوده‌است.